# Карраско (провинция)
Карраско — провинция в департаменте Кочабамба, Боливия. По состоянию на 2012 год на территории проживало 135 097 человек. Площадь территории составляет 15 045 км². Основное население территории — представители народа кечуа, также в провинции проживают представители народа юракаре.
Административный центр — город Тотора.

## Административное деление
| Муниципалитет      | Центр              |
| ------------------ | ------------------ |
| Тотора             | Тотора             |
| Пойо               | Пойо               |
| Покона             | Покона             |
| Чиморе             | Чиморе             |
| Пуэрто-Вильярроэль | Пуэрто-Вильярроэль |
| Энтре Риос         | Энтре Риос         |

## Достопримечательности
На территории провинции расположился Национальный парк Карраско, а также разместился археологический памятник Инкальяхта.